# Résolution 870 du Conseil de sécurité des Nations unies
Membres permanents
- Chine
- États-Unis
- France
- Royaume-Uni
- Russie

Membres non permanents
- Brésil
- Cap-Vert
- Djibouti
- Espagne
- Hongrie
- Japon
- Maroc
- Nouvelle-Zélande
- Pakistan
- Venezuela

Résolution no 869 Résolution no 871
La résolution 870 du Conseil de sécurité des Nations unies, adoptée à l'unanimité le 1er octobre 1993, après avoir réaffirmé la résolution 743 (1992) et les résolutions ultérieures relatives à la Force de protection des Nations unies (FORPRONU), a, vertu du chapitre VII de la Charte des Nations unies, a prolongé le mandat de la FORPRONU pour une période supplémentaire prenant fin le 5 octobre 1993.
Le Conseil de sécurité a réitéré sa détermination à garantir la sécurité de la FORPRONU et sa liberté de mouvement pour toutes ses missions en Bosnie-Herzégovine et en Croatie.

## Voir également
- Guerre de Bosnie-Herzégovine
- Dislocation de la Yougoslavie
- Guerre de Croatie
- Guerres de Yougoslavie